# Marc Lesage
Marc Lesage  est un sociologue canadien, né à Trois-Rivières (Québec) le 20 février 1948. Il est professeur au campus Glendon de l'Université York à Toronto. 

## Biographie
Marc Lesage fait ses humanités au collège des Franciscains de Trois-Rivières (Séminaire Saint-Antoine) et étudie, au début des années soixante-dix, la sociologie, à l’Université catholique de Louvain (Belgique). Entre 1983 et 1985, il complète  des études de maîtrise en sociologie à l’Université Concordia (Montréal) d’où il obtient également, sous la direction du professeur Hubert Guindon (1929-2002), un doctorat (PhD) en lettres et  sciences humaines (1995). Conseiller syndical à la Confédération des syndicats nationaux (CSN) à Québec (1975-1978), puis à Montréal (1978-1983), il collabore à la rédaction de nombreux documents. Professeur agrégé en sociologie au campus Glendon de l'Université York, Marc Lesage y  enseigne depuis 1991. 
Il est l’auteur de différents ouvrages dont Les vagabonds du rêve (1986) et Microcité (1997). Il est également producteur du film de Philippe Lesage, Pourrons-nous vivre ensemble (2006), long métrage documentaire sur les violences urbaines de 2005 en France, avec la participation d’Alain Touraine. 

## Contribution à l’analyse sociétale
Lesage prolonge en effet les analyses d’Alain Touraine. Son apport concerne surtout l’analyse du monde du travail réel, l’inadéquation des approches traditionnelles et la mutation nécessaire du syndicalisme :
- Lesage observe l’hétérogénéité croissante du prolétariat : à côté des salariés aux emplois stables, il note la croissance – surtout parmi les jeunes et les femmes - des emplois précaires, mal payés, mal protégés par les syndicats[2].
- Le non-travail ne peut plus être considéré comme un temps passif, une simple transition entre deux situations d’actifs : pour beaucoup, il est devenu une composante à  part entière des trajectoires sociales[3]
- La vie de ces « nouveaux prolétaires », qui proviennent de toutes les classes sociales, ne se caractérise pas uniquement par la précarité de l’emploi, mais aussi par la précarité des relations familiales, des relations amoureuses et même – avec le délitement des croyances religieuses de leurs parents – précarité des certitudes. Vagabonds de l’emploi, ils sont aussi « vagabonds du rêve »[4]. Leur conscience ne se réduit pas à la sphère du travail[5]. Le « néo-prolétaire » est aussi fortement concerné par la qualité de la vie, notamment  hors du travail, les problèmes environnementaux, le sens même de la vie. Pour eux, les mutations sociologiques sont accompagnées de mutations dans le domaine psychologique[2].
- Le monde du travail tel que se le représentent les syndicats diffère de plus du monde réel du travail, du semi-travail, des « petits boulots » et du non-travail. Se pose alors le problème de l’inclusion des exclus et des marginalisés dans le mouvement syndical[2].

## Publications

### Ouvrages
- Microcité. Enquête sur l’amour, le travail et le sens de la vie dans une petite ville d’Occident, Montréal, Fides, 1997, 248 p. (Préface de Hubert Guindon).
- L'Exil de Sullivan, (roman) Montréal, Quinze, 1991,  134 p[6].
- Les Vagabonds du rêve : Vers une société de marginaux ?, Montréal, Boréal, (1986) 1990, 173 p[2],[7].
- Trente ans de Révolution tranquille. Entre le je et le nous, itinéraires et mouvements, codirecteur avec Francine Tardif, Montréal, Bellarmin, 1989, 223 p.

### Textes en collaboration
- CSN, Du droit au travail pour tout le monde. Manifeste des travailleurs et travailleuses victimes des fermetures d’entreprises et de licenciements collectifs, Montréal, 1982, 64 p.
- CSN, Rapport du Comité d’orientation pour le congrès spécial sur la question nationale, Montréal, 1979, 106 p.
- CSN, Analyse du livre blanc sur la souveraineté-association présenté par le comité d’orientation au conseil confédéral, 29 et 30 novembre, 1979,   23 p.
- CSN, Pour les droits et  libertés des travailleurs et de leurs organisations, être présent dans la lutte contre l’oppression nationale ; rapport du comité d’orientation, Montréal, 1978,  60 p.
- CCSNQ, Comprendre, s’organiser, se battre, Québec, 1976, 110 p.
- CCSNQ, Lutter c’est vaincre, Québec, 1975, 125p.